# Битка код Марџ ел Сафара
Битка код Марџ ел Сафара вођена је 25. јануара 1126. године између крсташке војске предвођене Балдуином II Јерусалимским са једне и муслиманске буридске војске предвођене атабегом Тугтигином са друге стране. Део је крсташких ратова, а завршена је победом хришћана.

## Битка
По изласку из заробљеништва, Балдуин је повео поход на Мосул и Алепо. Два града су се, међутим, удружила и приморала крсташе да одступе. Почетком 1126. године Балдуин је повео велику војску на Дамаск. Дана 25. јануара прешао је Јордан јужно од Јармука и продро је у Хоран. Пошто се успела јужном обалом Јармука, Балдуинова војска кренула је ка северу, у правцу Дамаска. Тридесет пет километара пред градом, код Тел Шакаба, наишла је на дамаске снаге предвођене лично атабегом Тугтигином. Битка која је уследила један је од најкрвавијих окршаја тих година. Туркомани су отпочели битку нападом на франачки пртљаг. Однели су краљеву капелу, а затим са читавом војском напали непријатеља. Крсташи су већ почели узмицати када је Балдуин поново сакупио своје снаге и неочекивано напао. Тугтигин је баш тада пао са коња што је међу његовима изазвало додатну пометњу. Муслимани су се дали у бекство, а крсташи су их гонили све до поља Софар поред Кисвеја у јужном предграђу Дамаска. Балдуин се тријумфално вратио у Јерусалим.